# معركة سيد ألما كالاي
```
معركة سيده ألما كالاي
 كانت معركة وقعت بالقرب من نهر أرغنداب في 
أفغانستان
 في الحرب على الإرهاب. وفازت 
الولايات المتحدة
 والأفغان ضد مقاتلي 
طالبان
 وغزت 
قندهار
 ، وهي مركز حيوي لحركة 
طالبان
.
```

## المعركة
في اليوم التالي للقتال السابق في معركة شوالي كوت ، بينما كان الأفغان يتسلقون إلى قمة سلسلة تطل على بلدة سيد ألما كالاي التي تسيطر عليها طالبان ، أصيبوا بنيران الرشاشات وآليات آر بي جي. بدأ الأفغان في التراجع، لذلك انتقل النقيب جيسون أميرين ورجاله أعلى التل وأطلقوا النار على العدو. دفعت تصرفات الأمريكيين الأفغان للانضمام إلى القتال. على الرغم من تعرضهم لنيران كثيفة، تقدم الرقيب. آلان يوشيدا، المتحكم في القتال الجوي، نحو التل ووجه الضربات الجوية التي قضت على ثلاثة مواقع لطالبان. وفي النهاية طرد فريق أميرين طالبان وسيطر على المدينة والجسر بينما احتفظ رجال حامد كرزاي بالجبال. وفي الوقت الذي خفّض فيه القتال، وصل القادة من مقر الكتيبة الثالثة للجيش بطائرة هليكوبتر في 5 ديسمبر لإعطاء الأمريكان والرجال فترة راحة. لأول مرة في أسابيع، تلقوا حزم الرعاية ورسائل من المنزل. بعد ذلك، خططت طالبان لتسليم رسميا مقاطعة قندهار.